# Aulo Kornelije Celzo
Aulo Kornelije Celzo (Aulus Cornelius Celsus, 25. p. n. e. — 50. n. e.) bio je prvi lekar rimskog porekla i enciklopedista, koji je u 8 knjiga, prvi put napisanih na latinskom jeziku, skupio dotadašnja znanja iz medicine, najviše hirurgije: počev od operacije katarakte, kila, trepanacija lobanje, amputacije, termokauterizacija i podvezivanje krvnih sudova, sopstvena metoda odstranjivanja kamena iz mokraćne bešike, do plastičnih zahvata na licu.

## Život i delo
O životu samog Celza jako malo se zna, pa čak ni njegovo puno ime nije pouzdano utvrđeno. Na osnovu raspoloživih izvora u tekstualnom obliku, kao i citata kasnijih autora, zaključeno da je živeo u doba cara Augusta i Tiberija. Postoji mišljenje da je bio rodom ili živio u Narbonskoj Galiji.
Bavio se i istorijom hirurgije, i u svom delu detaljno je opisao u to doba poznate medicinske instrumente.

## Spoljašnje veze
- Celsus: De Medicina. The Text on LacusCurtius (језик: енглески)